# 喹唑嗪
喹唑嗪是一种含氮有机化合物，分子式C
17H
23N
5O
2，能作为α1肾上腺素受体的受体拮抗剂，可用作抗高血压药。